# برای همیشه ۱ (ترانه)
«برای همیشه ۱» (انگلیسی: Forever 1) ترانه‌ای از گروه دخترانهٔ کره‌ای گرلز جنریشن برای هفتمین آلبوم استودیویی آنها با همین نام است. این ترانه به عنوان تک‌آهنگ آغازین این آلبوم در ۵ اوت ۲۰۲۲ توسط اس‌ام انترتینمنت منتشر شد.

## موزیک ویدئو
موزیک ویدئوی این ترانه به کارگردانی شین هی وون بود و همزمان با ترانه در ۵ اوت ۲۰۲۲ توسط اس‌ام انترتینمنت منتشر شد.
این موزیک ویدئو توسط تین وگ به عنوان یکی از بهترین موزیک ویدئوهای کی-پاپ سال انتخاب شد.

## عوامل
جزئیات برگرفته از یادداشت‌های آلبوم است.
استودیو
- SM Lvyin Studio – ضبط، ادیت دیجیتال
- اس‌ام بلو اوشن استودیو – میکس
- ۸۲۱ ساوند مسترینگ – مسترینگ

پرسنل
- اس‌ام انترتینمنت – تهیه‌کننده اجرایی
- لی سو-مان – تهیه‌کننده
- کنزی – تهیه‌کننده، کارگردان، ترانه‌سرایی، آهنگساز، تنظیم
- لی سونگ سو – مدیر تولید، ناظر اجرایی
- تاک یونگ جون – ناظر اجرایی
- یو یانگ-جین – ناظر موسیقی و صدا
- گرلز جنریشن – آواز، آواز پس‌زمینه
- Ylva Dimberg – آواز پس‌زمینه، آهنگساز
- مون‌شاین – تنظیم
- لی جی هونگ – ضبط، ادیت دیجیتال
- کیم چول سون – میکس
- کوان نام وو – مسترینگ

## جدول‌ها
| جدول (۲۰۲۲)                                      | بهترین جایگاه |
| ------------------------------------------------ | ------------- |
| هیت‌سیکرز استرالیا (ای‌آرآی‌ای)                     | ۱۷            |
| گلوبال ۲۰۰ (بیلبورد)                             | ۶۷            |
| هنگ کنگ (بیلبورد)                                | ۱۳            |
| اندونزی (بیلبورد)                                | ۱۴            |
| ژاپن (۱۰۰ آهنگ داغ بیلبورد ژاپن)                 | ۵۶            |
| مالزی (بیلبورد)                                  | ۸             |
| تک‌آهنگ‌های داغ نیوزیلند (آرام‌ان‌زی)                | ۱۷            |
| سنگاپور (بیلبورد)                                | ۶             |
| سنگاپور (آرآی‌ای‌اس)                               | ۷             |
| کره جنوبی (سرکل)                                 | ۵             |
| تایوان (بیلبورد)                                 | ۴             |
| فروش جهانی تک‌آهنگ دیجیتال ایالات متحده (بیلبورد) | ۴             |
| ویتنام (هات ۱۰۰)                                 | ۱۳            |

| جدول (۲۰۲۲)      | بهترین جایگاه |
| ---------------- | ------------- |
| کره جنوبی (سرکل) | ۶             |

| جدول (۲۰۲۲)      | بهترین جایگاه |
| ---------------- | ------------- |
| کره جنوبی (سرکل) | ۶۶            |

## تاریخچه انتشار
| منطقه | تاریخ          | فرمت                  | نسخه     | ناشر               |
| ----- | -------------- | --------------------- | -------- | ------------------ |
| مختلف | ۵ اوت ۲۰۲۲     | دانلود دیجیتال استریم | اریجینال | اس‌ام دریموس        |
| مختلف | ۱۷ نوامبر ۲۰۲۲ | دانلود دیجیتال استریم | ریمیکس   | اس‌ام اسکریم دریموس |